# Veniamin Metenkov
Veniamin Leontjevič Metenkov, rusky Вениамин Леонтьевич Метенков (6. dubna 1857 Miass, Ruské impérium – 9. března 1933 Sverdlovsk, Sovětský svaz) byl významný ruský fotograf z konce 19. a první třetiny 20. století, jehož dílo je neoddělitelně spjato s životem a přírodou v oblasti Uralu.

## Životopis
Veniamin Metenkov se narodil 9. dubna (podle juliánského kalendáře 25. března) roku 1857 v Miassu v Trojickém újezdě Orenburské gubernie v tehdejším carském Rusku v rodině miasského měšťana, výrobce kožených rukavic Leontije Gavriloviče Metenkova. Veniamin měl ještě pět sourozenců, děti však nechodily do školy, protože podle přikázání starověrecké (starobřadní) církve, k níž náležela jejich matka Stepanida Afanasjevna Metenkova, bylo navštěvování základní školy považováno za hřích.

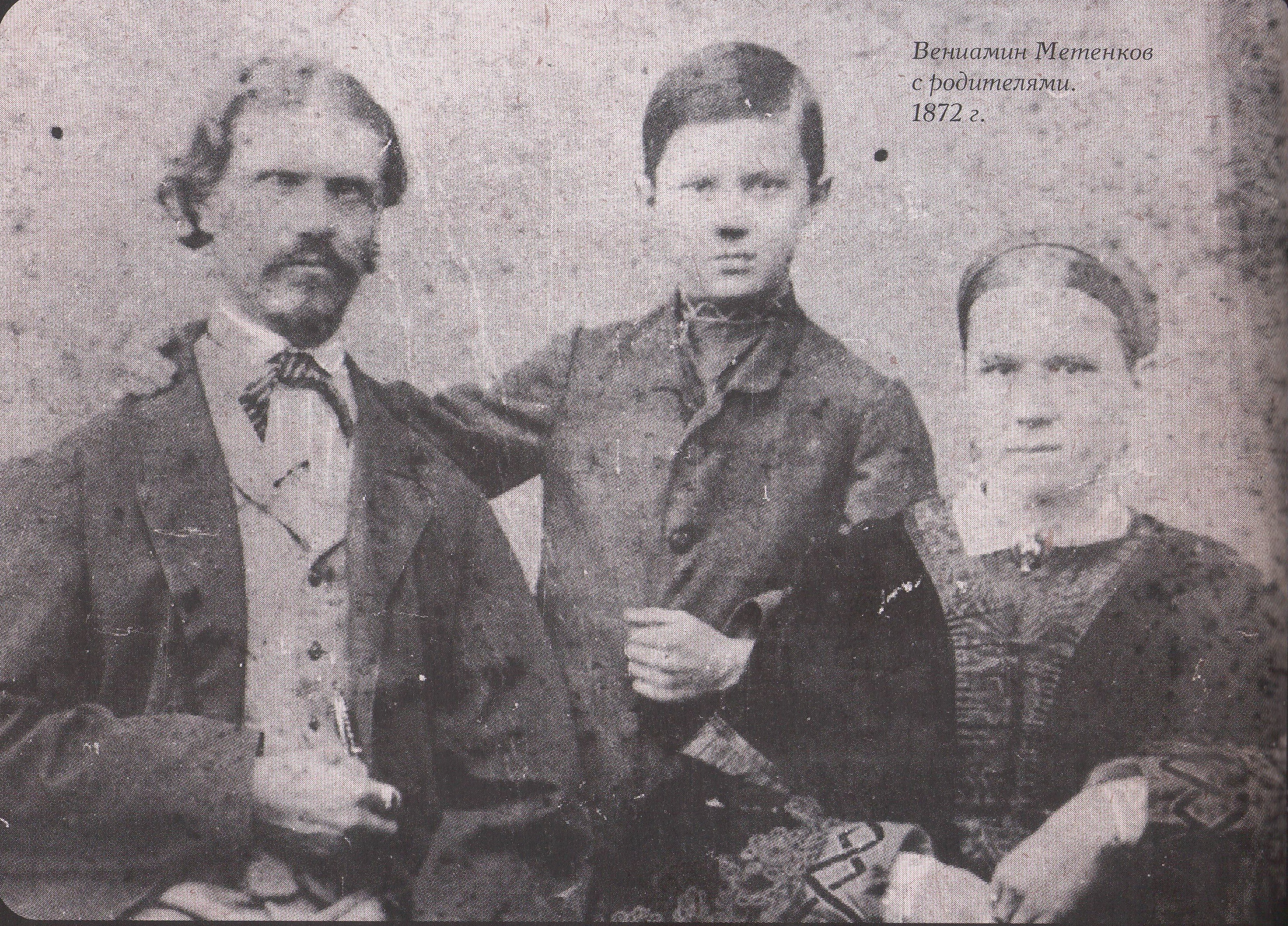
V. L. Metenkov se svými rodiči na fotografii M. Nastjukova z roku 1872

V roce 1872 Veniamin spolu se svými rodiči navštívil v Moskvě Všeruskou polytechnickou výstavu. Během této návštěvy vznikla první rodinná fotografie Metenkových, autorem snímku byl významný moskevský fotograf Michail Petrovič Nastjukov. Na výstavě se Veniamin Metenkov setkal také s jedním z Nastjukovových učedníků, svým vrstevníkem Maximem Petrovičem Dmitrijevem.
V roce 1875 ve věku osmnácti let začal Metenkov pracovat jako účetní v Kočkarském zlatorudném dole v Trojickém újezdě, kde se zároveň s pomocí polských přesídlenců naučil základům fotografování. Po roce se vrátil do Miassu a vydělával si fotografováním místních zlatokopů. V roce 1880 Metenkov otevřel v Miassu svůj první ateliér, který nazval „Новая фотография“ („Nová fotografie“) a o dva roky později se stal členem Ruské technické společnosti (Русское техническое общество).
V roce 1883 Veniamin Metenkov přesídlil do Jekatěrinburgu, kde si v domě č. 22 na Vozněsenském prospektu (po Říjnové revoluci přejmenovaného na ulici Karla Liebknechta) pronajal ateliér. Od roku 1896 V. Metenkov přesunul své pracoviště do domu č. 36 na téže ulici, kde zároveň otevřel obchod s fotografickými potřebami.

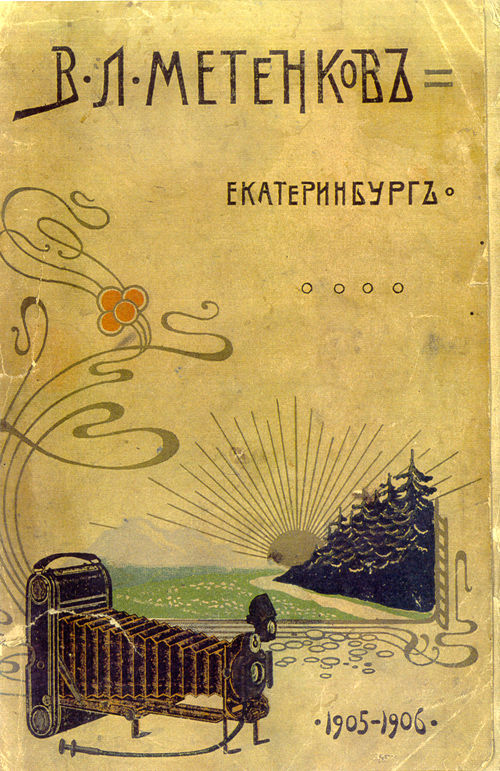
Obálka jednoho z Metenkovových alb v secesním stylu

Slibnou kariéru a podnikání V. Metenkova přerušila Říjnová revoluce a občanská válka v Rusku. V roce 1919 spolu s ustupujícími bělogvardějskými silami a československými legionáři uprchl i s rodinou z města a na čas se usadil u své sestry Jevdokije v sibiřském Tomsku. Do Jekatěrinburgu se vrátil až v roce 1922 ve věku 65 let. Již v roce 1920 byl však jeho dům znárodněn a přidělen agitačně-plakátovacímu oddělení a fotolaboratoři uralské pobočky Ruské telegrafní agentury, přičemž zde byl zničen Metenkovův archív skleněných fotografických desek. Po návratu do Jekatěrinburgu žil Metenkov v různých nájemních bytech. Zaměstnání našel jako laborant a fotograf v nakladatelství „Уралкнига“ a později ve státním podniku „Совкино“ (Всероссийское фотокинопромышленное акционерное общество «Советское кино»), zodpovídajícím za provoz kin v Sovětském svazu, kde pracoval do roku 1930. V roce 1931, kdy už bydlel u své dcery, která získala byt jako zaměstnankyně jekatěrinburské železniční stanice, byl zatčen a obviněn z ukrývání cenností. Ve vězení strávil tři týdny. Veniamin Metenkov zemřel 9. března 1933 a byl pohřben na Michajlovském hřbitově v Jekatěrinburgu, přesné místo pohřbení však není známo.
V domě č. 36 na ulici Karla Liebknechta v Jekatěrinburgu bylo v roce 1998 otevřeno první muzeum fotografie v oblasti Uralu (фотографический музей «Дом Метенкова»).

## Dílo
Veniamin Metenkov byl průkopníkem nových metod fotografování. Jako první z fotografů, působících v oblasti Uralu, začal pořizovat studiové portrétní fotografie při umělém nasvícení. Experimentoval s natáčením filmových dokumentů a stál u zrodu kinoprojekcí v Jekatěrinburgu. Celkem natočil zhruba dvě desítky dokumentárních filmů s regionální tematikou. Neúnavně cestoval po celém Uralu a přilehlých krajích, přičemž fotografoval nejen uralskou přírodu, ale i města, průmyslové podniky a momentky ze všedního života místních obyvatel. Na základě dohody s tiskárnami v Berlíně a Stockholmu začal V. Metenkov na přelomu 19. a 20. století vydávat alba svých fotografiií a pohlednic s dvojjazyčnými texty (ruským a německým). Každé album obsahovalo 50 fotografií, kromě snímků uralské přírody zde bylo prezentováno na 500 Metenkovových pohlednic. V roce 1896 V. Metenkov otevřel v přízemí svého domu obchod s fotografickými potřebami, kde mj. nabízel i produkci takových firem, jako Carl Zeiss, Goerz nebo Kodak. V oknech obchodu Metenkov vystavoval svoje fotografie.

## Ocenění
- Stříbrná medaile na Sibiřsko-uralské průmyslové výstavě v Jekatěrinburgu (1887)
- Bronzová medaile na mezinárodní výstavě v Bruselu (1887)
- Zlatá medaile na Moskevské jubilejní výstavě k 50. výročí vzniku fotografie (1889)
- Zlatá medaile na Světové výstavě v roce 1889 v Paříži
- Udělení čestného občanství města Jekatěrinburgu (1896)[2]

## Ukázky fotografií V. Metenkova

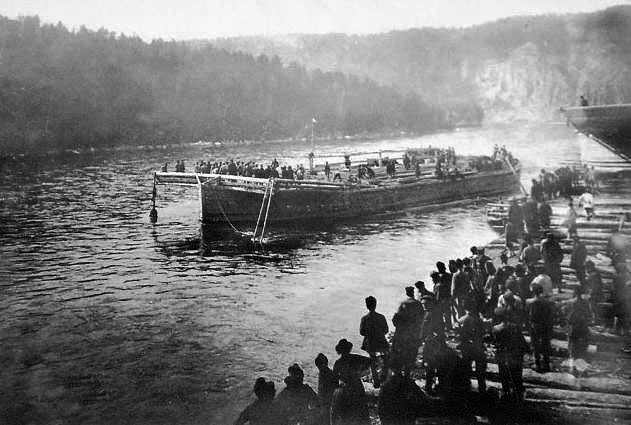
Nákladní člun tzv. „železné karavany“ na řece Čusové
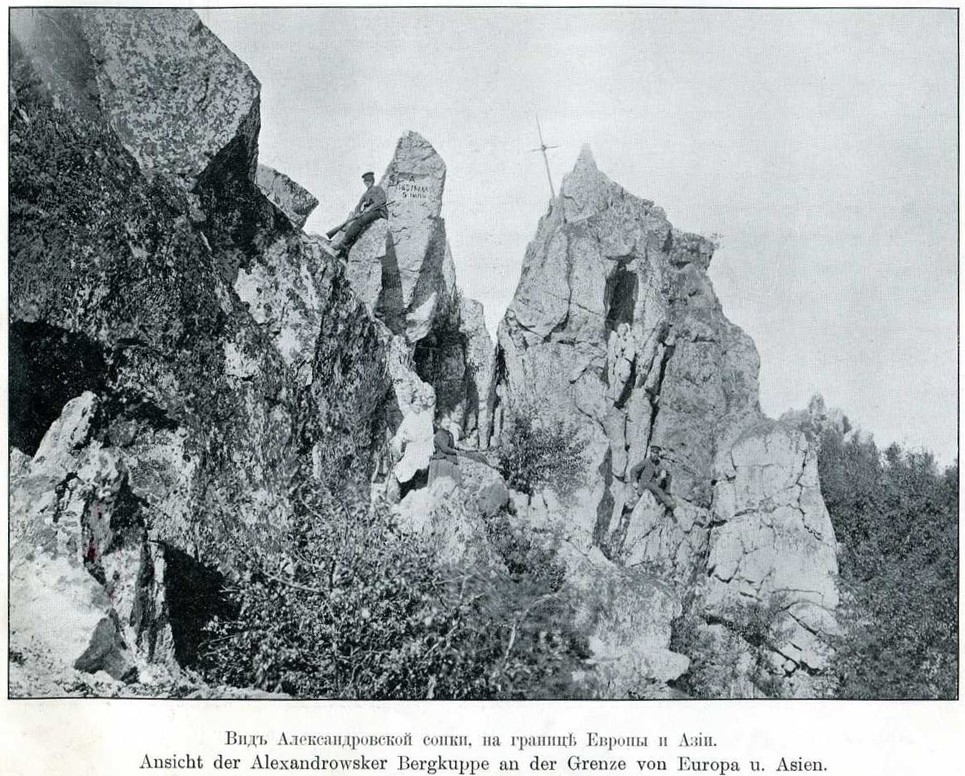
Skály na Alexandrovském vrchu u hranice mezi Evropou a Asii
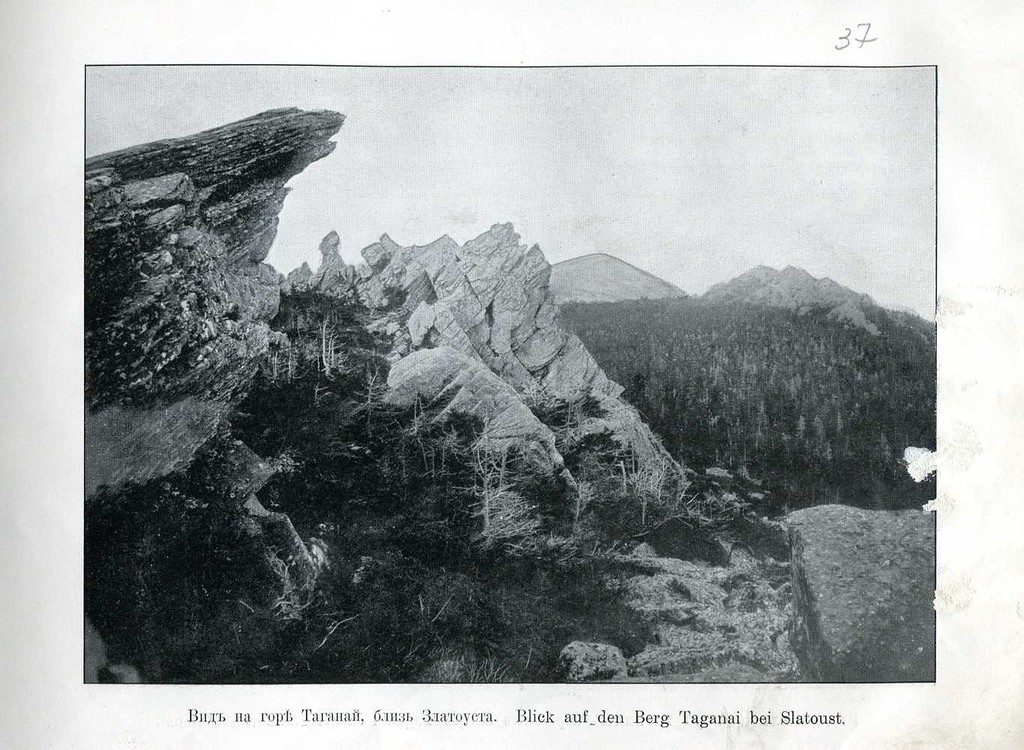
Pohled z vrcholu hory Taganaj nedaleko Zlatoustu (1900)
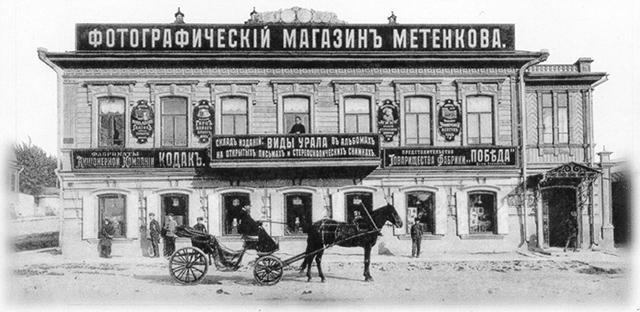
Metenkovův obchod s fotografickými potřebami (1915)
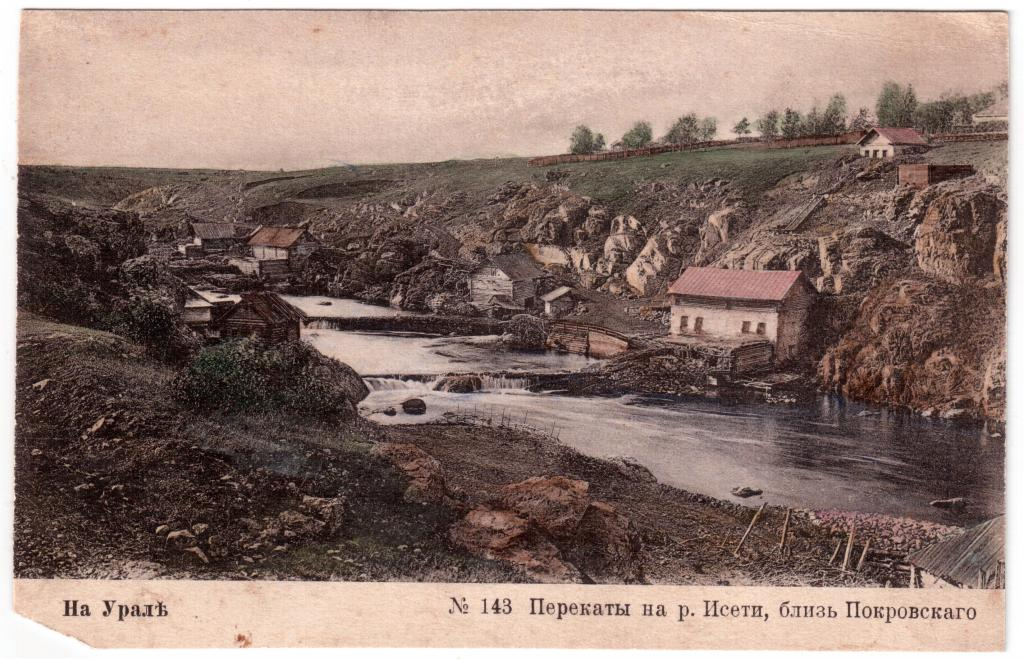
Peřeje Revun na řece Iseť, kolorovaná fotografie (1910)
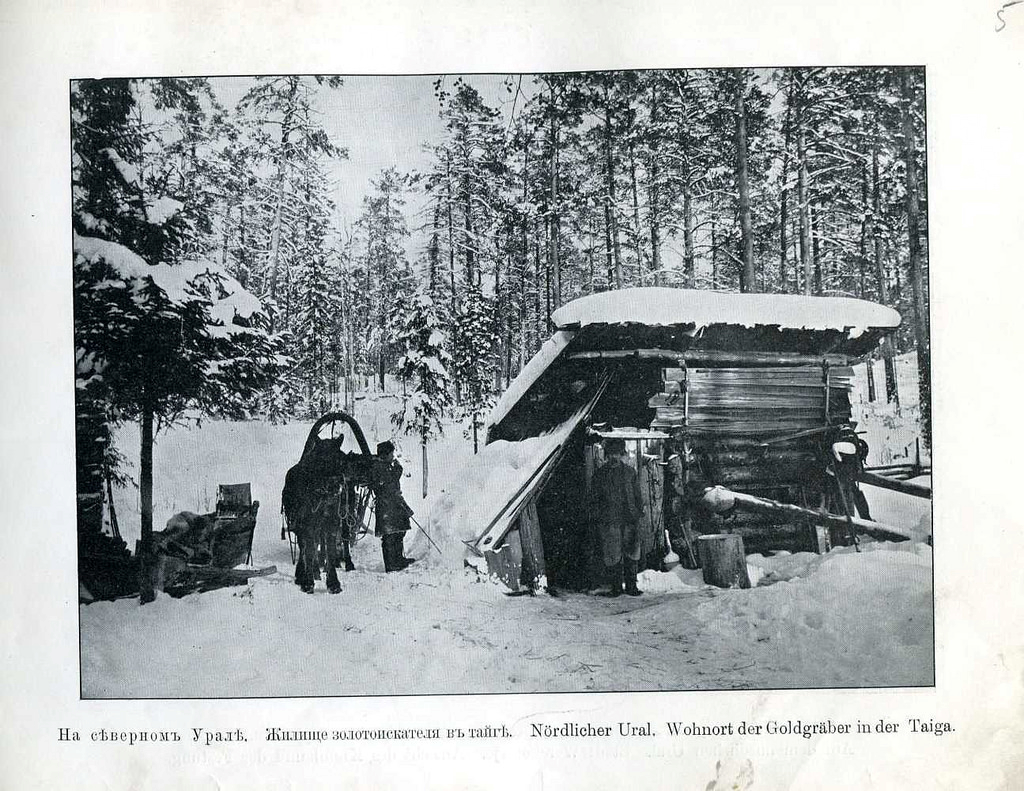
Obydlí zlatokopů v uralské tajze
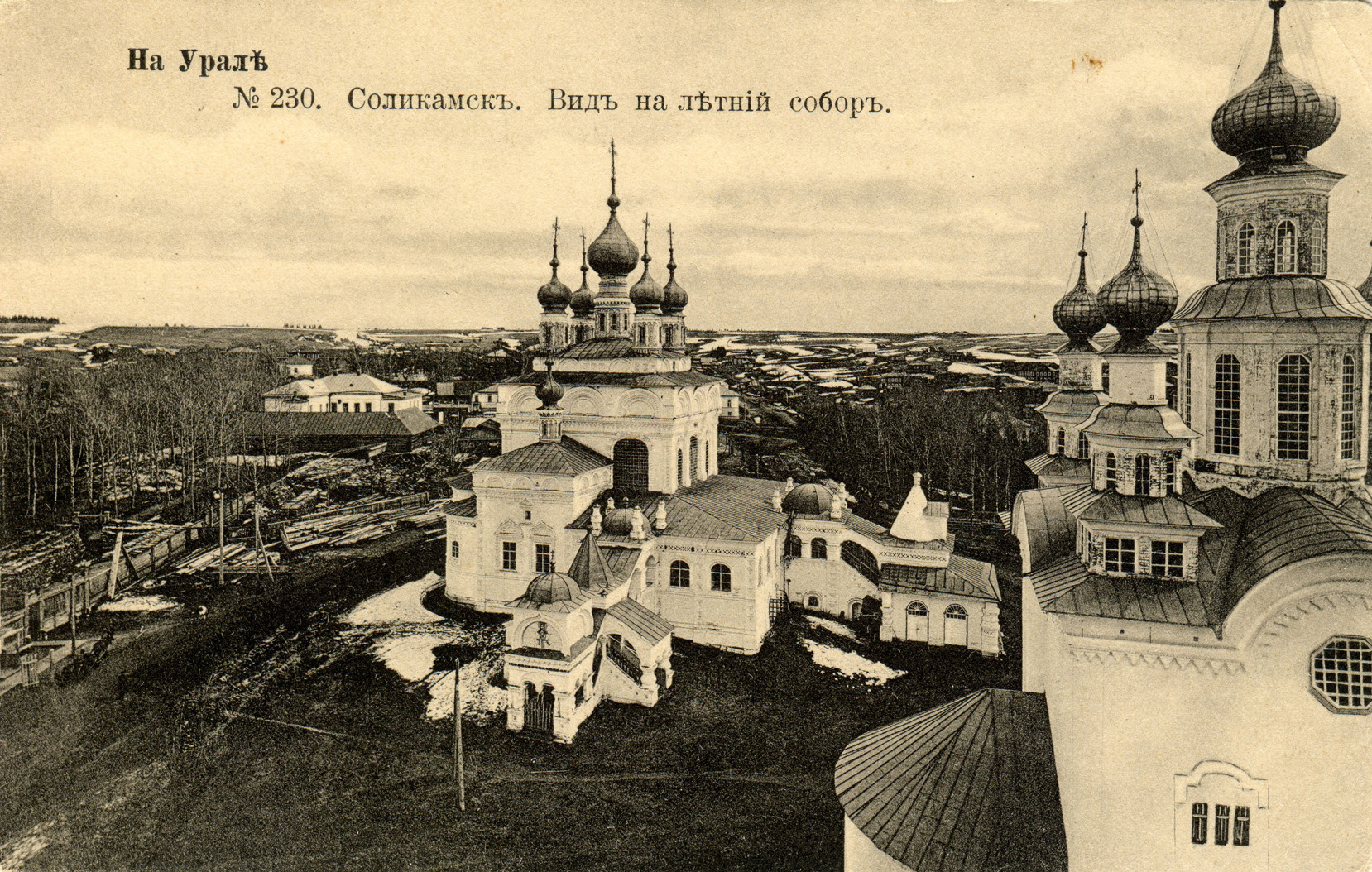
Město Solikamsk v Permské gubernii
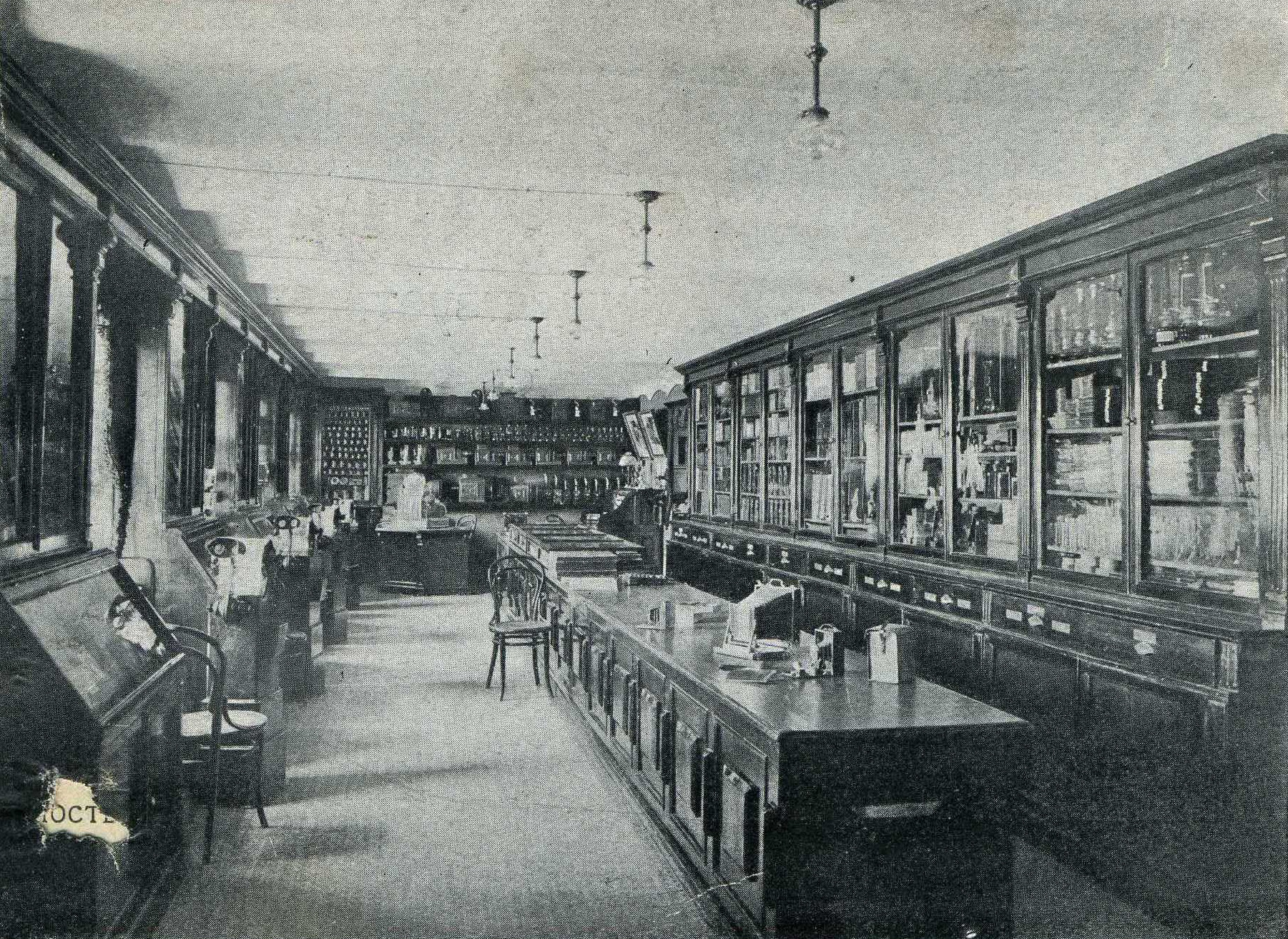
Interiér Metenkovova obchodu v Jekatěrinburgu
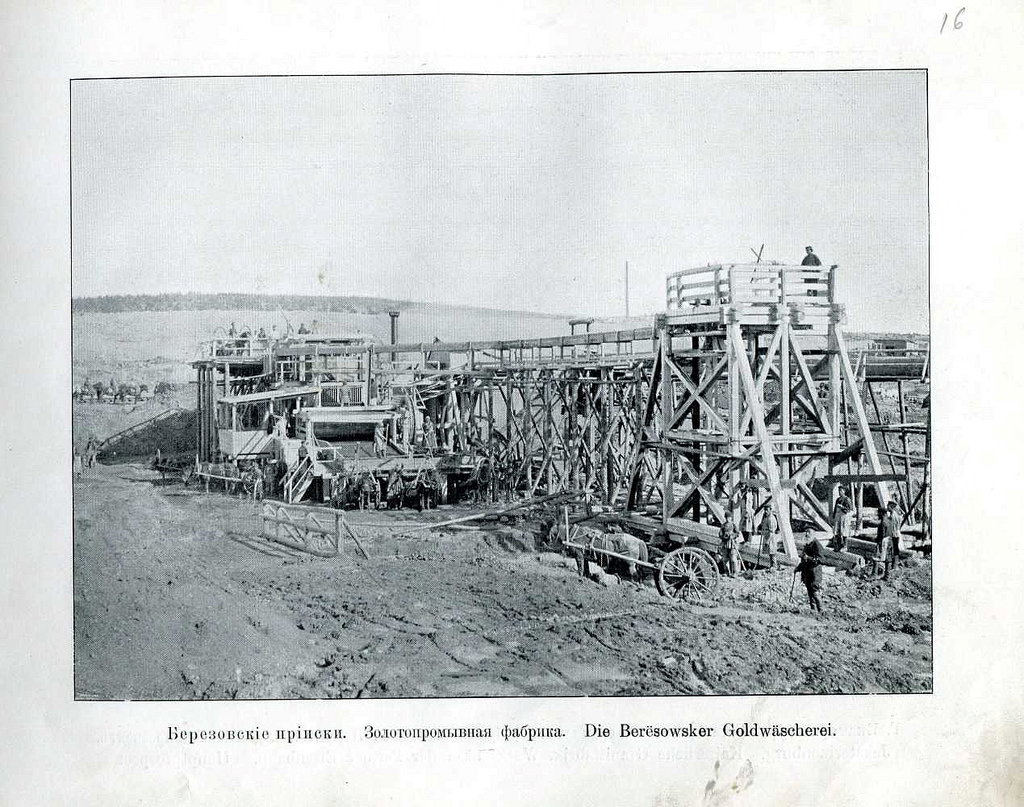
Těžba zlata v Berezovském revíru
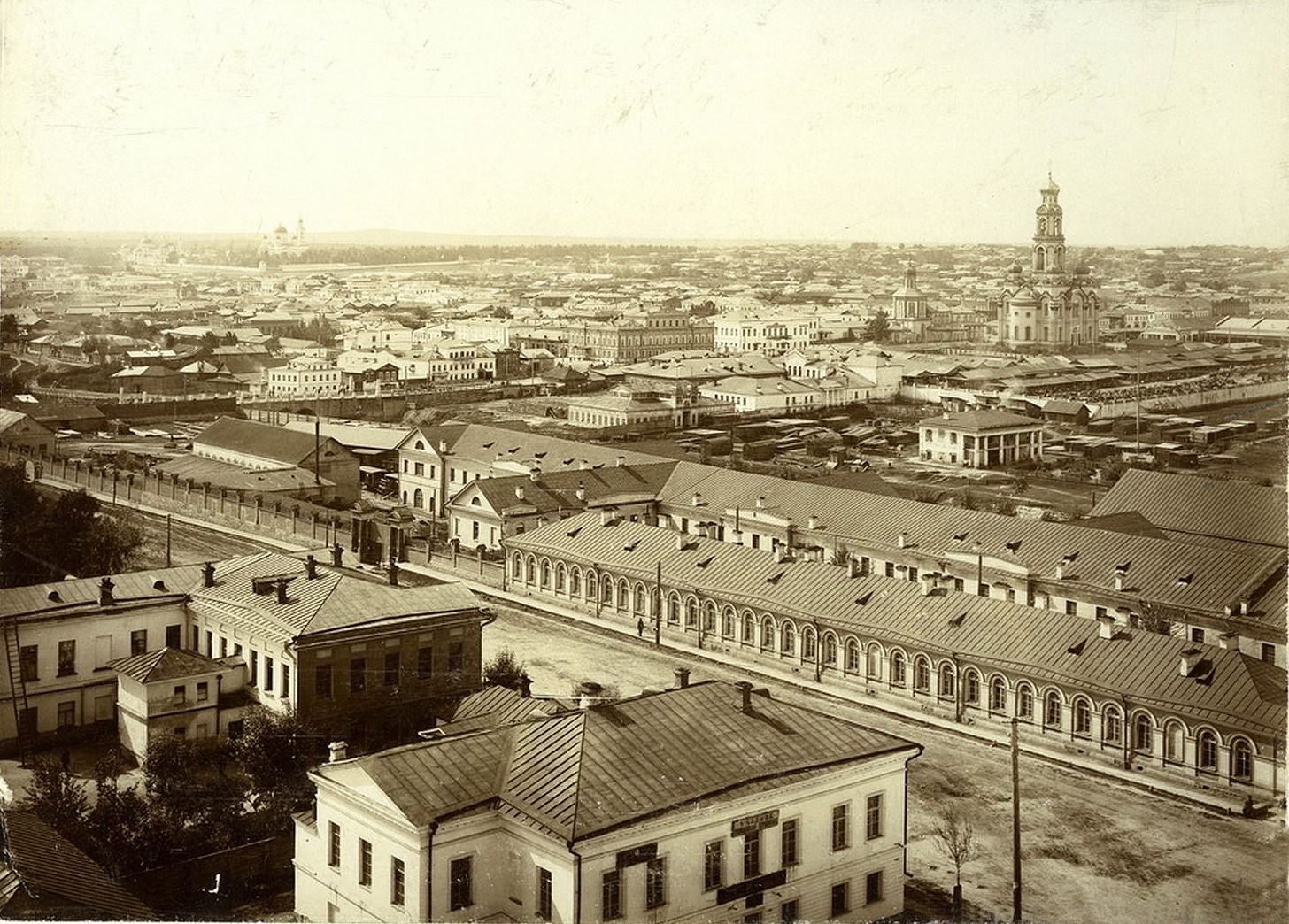
Panorama Jekatěrinburgu (1898)